# Font de l'Hermano
La font de l'Hermano és un espai públic de Sant Andreu de la Barca situat prop de la Riera de Corbera, que ha estat rehabilitat l'any 2014. Aquesta històrica font, que se situa sota de l'Escola Sant Andreu de la Barca, antigament era utilitzada per netejar roba.

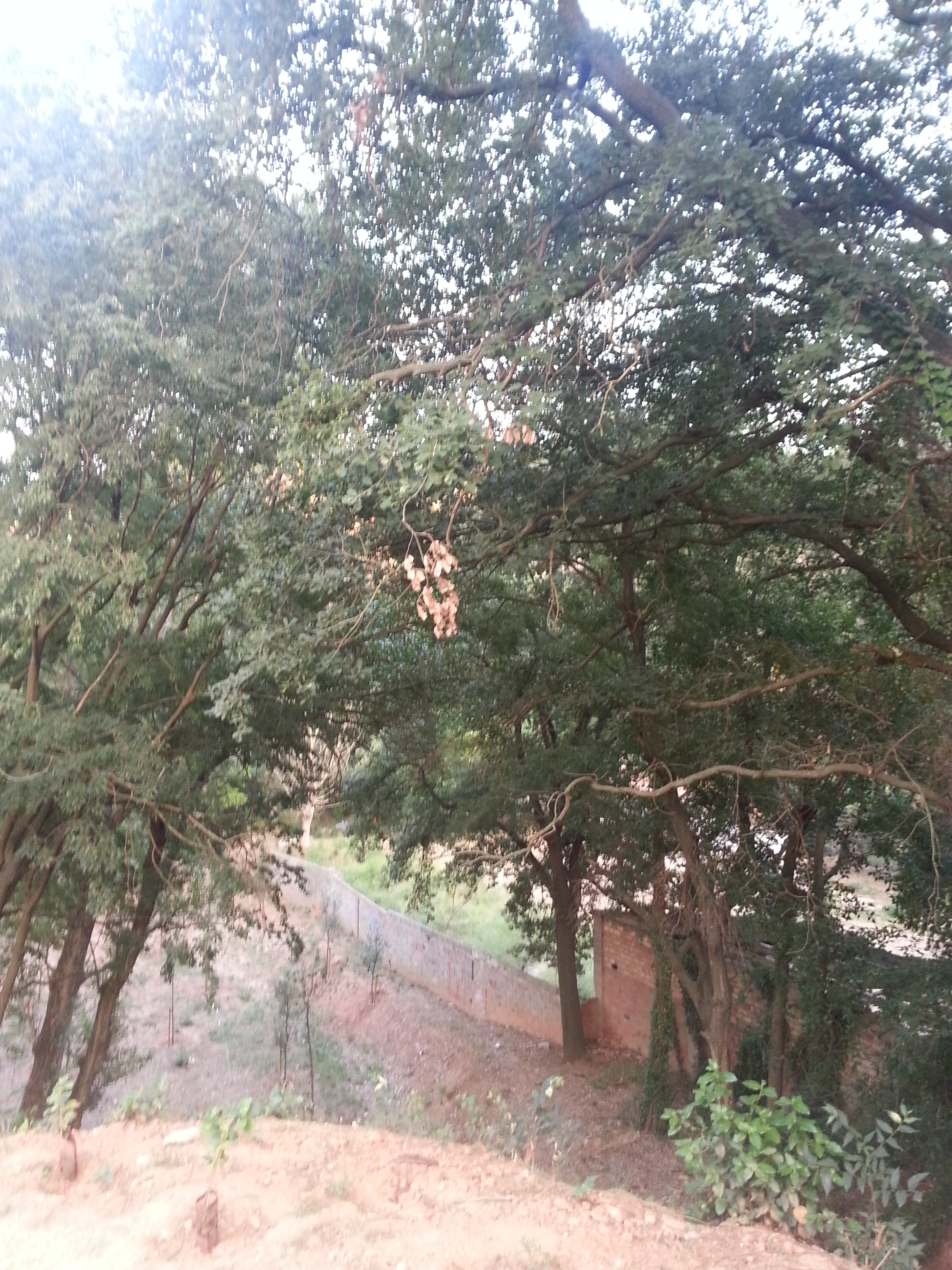
Font de l'Hermano, a Sant Andreu de la Barca

Hi ha constància que el paratge conegut popularment amb el nom de la font de l'Hermano, ja en el segle XIX era un lloc freqüentat pels estiuejants i un lloc ideal per anar-hi a passar
la tarda i fer-hi un àpat a causa de l'existència d'una font.
Originàriamenl els terrenys eren propietat de Cal Jansana i
la família de Ca l'Hermano hí tenia un hort arrendat. Aquests
dos fets són els que acaben donant nom a l'indret.
Atribuir mots a les famílies és molt habitual i Ca l'Hermano
deu el seu a un antic parent que havia entrat en un convent per
fer-se frare (hermano). I tot i que va deixar els hàbits abans de
ser ordenat.